# Sarcophaga banksi
Sarcophaga banksi är en tvåvingeart som beskrevs av Senior-white 1924. Sarcophaga banksi ingår i släktet Sarcophaga och familjen köttflugor.
Artens utbredningsområde är Filippinerna. Inga underarter finns listade i Catalogue of Life.